# 68式155mm迫撃砲
68式155mm迫撃砲（ろくはちしき155ミリはくげきほう）は、陸上自衛隊がかつて制式化した迫撃砲である。アメリカ軍供与の107mm迫撃砲の代替として、主に山岳地帯での戦闘において火力支援を行うことを目的として開発されたが、結局量産されることはなかった。製作は神戸製鋼所が担当した。

## 概要
本砲は、試製56式特殊運搬車（後の61式特殊運搬車）での運搬を前提として、1955年（昭和30年）に基礎研究を開始、翌年一次試作砲が完成した。その後、特殊運搬車への分解積載を考え一次試作砲の底板を2分割式する改修を行ったものの、強度的問題が出てしまった。
1958年（昭和33年）に軽量化などの各種改良を加えた二次試作砲が作られることとなったが、この時には、砲身が長いものと短いものの2種類を1門ずつ製作して性能比較が行われている。比較試験の結果、射程に優れるとして長砲身型が採用された。さらに1959年（昭和34年）には、チタン合金による軽量化、底板の安定性向上といった改良もなされている。
本砲の発射は、砲弾を砲身内へ落とし込む通常の方法のほか、拉縄による撃発方式も選択できた。
二次試作砲は最大射程6,300mと、107mm迫撃砲の4,000mを上回る良好な性能を示したものの、肝心の61式特殊運搬車が量産化されなかったため、1968年（昭和43年）に68式155mm迫撃砲として形式的に制式化されたのみであった。

## 諸元・性能
出典: 防衛庁 (1968年2月2日). “仮制式要綱 68式155mm迫撃砲 XB 3003”. 2004年2月3日時点のオリジナルよりアーカイブ。2015年12月22日閲覧。
諸元
- 種別: 迫撃砲
- 口径: 155 mm
- 砲身長: 1,365 mm
- 重量: 900 kg
- 全長: 2,500 mm
- 全幅: 1,400 mm（最大射角等）
- 全高: 1,400 mm（最大射角等）

性能
- 俯仰角: 45-65度
- 旋回角: 左右4.5度
- 最大射程: 6,000 m

砲弾・装薬
- 弾薬: 68式155mm迫撃砲リュウ弾など

運用史
- 開発国:  日本
- 生産期間: 量産されず

## 現存砲
陸上自衛隊土浦駐屯地に所在する陸上自衛隊武器学校に二次試作砲が展示されている。